# Оно приходит за тобой
«Оно приходит за тобой» (англ. It Follows, также известен под названиями «Оно» и «Оно следует за тобой») — американский фильм ужасов 2014 года режиссёра и сценариста Дэвида Роберта Митчелла. Главные роли исполнили Майка Монро, Кейр Гилкрист, Дэниел Дзоватто, Джейк Уири, Оливия Луккарди и Лили Сепе. Сюжет повествует о девушке, которую после сексуального контакта со своим парнем начинает преследовать сверхъестественное существо.
Мировая премьера фильма состоялась 17 мая 2014 года на 67-м Каннском кинофестивале. Вскоре компания Radius-TWC приобрела права на распространение фильма. Он был выпущен в США 13 марта 2015 года в ограниченный кинопрокат, а через две недели — в широкий. Премьера в России состоялась 25 июня 2015 года.
Фильм получил признание от критиков, которые высоко оценили его оригинальную идею и игру Майки Монро. Он заработал 23,3 миллиона долларов по всему миру при бюджете в 1,3 миллиона долларов. С момента выхода фильм приобрёл культовый статус и был назван современной классикой ужасов. В октябре 2023 года стало известно о разработке сиквела под названием They Follow, съёмки начнутся в 2025 году.

## Сюжет
В прологе напуганная девушка выбегает из дома и уезжает на машине на пляж, откуда звонит отцу и в слезах просит прощения за своё поведение, всё время повторяя, как сильно она любит родителей. На следующее утро на пляже лежит её искалеченный труп.
Студентка Оклендского университета Джей Хайт идёт на свидание со своим новым бойфрендом Хью. В тот вечер Хью указывает на женщину в глубине театра. Когда Джей говорит, что она не видит женщину, Хью нервничает и просит её уйти с ним. На следующем свидании Хью и Джей занимаются сексом в его машине, но после этого он неожиданно усыпляет девушку хлороформом. Джей просыпается привязанной к инвалидному креслу на заводе. Хью объясняет, что он передал ей нечто во время полового акта, и теперь её будет преследовать некое потустороннее существо. Оно принимает облик любого человека и его могут видеть только они оба. Если нечто поймает Джей, то убьёт её. Но оно двигается сравнительно медленно, что позволяет на время скрыться от существа. После того, как молодые люди видят голую женщину, идущую к ним, Хью отвозит Джей домой и убегает. На следующий день полиция не может найти ни голую женщину, ни Хью.
В школе Джей видит идущую к ней старую женщину в больничном халате, невидимую для других, и сбегает с занятий. Друзья девушки, Пол и Яра, а также её сестра Келли проводят ночь в доме Джей. В ту ночь кто-то разбивает кухонное окно, однако Пол никого не обнаруживает. Затем в доме Джей видит растрёпанную, мочащуюся, полуголую женщину, идущую к ней, и бежит наверх к остальным, которые не видят существо. Далее в комнату входит высокий мужчина, и Джей в панике бежит из дома. Друзья находят её на соседней детской площадке. С помощью своего соседа Грега группа узнаёт настоящее имя Хью — Джефф Редмонд, и выясняет его место проживания. Когда мать Джеффа открывает дверь, Джей понимает, что голая женщина на заводе была в облике миссис Редмонд. Джефф объясняет, что существо мучает тех, кто имел секс с предыдущими преследуемыми. Он признаётся, что его половой контакт с Джей был единственным способом избавиться от существа, так как он сам стал жертвой после предыдущей связи с другой девушкой. Джефф повторяет, что если оно доберётся до Джей, то убьёт её, а затем снова будет преследовать его.
Грег отвозит Джей, Келли, Яру и Пола в свой дом на озере и учит девушку стрелять из револьвера. Позже на берегу озера существо прибывает в виде Яры и нападает на Джей. Друзья отгоняют его, и Джей стреляет ему в голову, но существо оказывается невредимым и снова атакует девушку, принимая форму мальчика, который живёт по соседству с ней. Она уезжает на машине Грега, попадает в аварию и просыпается в больнице со сломанной рукой. Грег занимается сексом с Джей в больнице, так как он не верит, что существо реально.
Несколько дней спустя Джей видит существо в облике Грега, идущего к его дому. Он разбивает окно в доме и входит внутрь. Джей пытается предупредить настоящего Грега по телефону, но тот не отвечает. Она вбегает в дом и находит существо в форме полуголой матери Грега, которое убивает его. Джей уезжает на машине и проводит ночь на открытом воздухе. На пляже Джей видит трёх молодых людей на лодке, раздевается и входит в воду. Она возвращается домой, и появившийся Пол предлагает передать существо ему, но Джей не соглашается.
Группа планирует убить существо, заманив его в бассейн и бросив в воду электрические устройства. Джей заходит в бассейн и видит существо в облике её отца. Вместо того, чтобы войти в бассейн, он бросает в неё устройства. Стреляя в невидимую мишень, Пол случайно ранит Яру, но затем попадает существу в голову, и оно падает в бассейн. Когда существо пытается утянуть Джей под воду, Пол вновь стреляет в него, и Джей выбирается на поверхность. Затем она видит, что бассейн наполняется кровью.
После произошедших событий Джей и Пол занимаются сексом. Затем Пол катается по городу, проезжая мимо проституток. Яра восстанавливается в больнице. В финале Джей и Пол идут по улице, держась за руки, а за ними следует некая фигура.

## В ролях
| Актёр           | Роль        |
| --------------- | ----------- |
| Майка Монро     | Джей        |
| Кейр Гилкрист   | Пол         |
| Оливия Луккарди | Яра         |
| Лили Сепе       | Келли       |
| Джейк Уири      | Хью / Джефф |
| Дэниел Дзоватто | Грег        |
| Бэйли Спрай     | Энни        |

## Производство
При создании проекта сценарист и режиссёр Дэвид Роберт Митчелл вдохновлялся собственным опытом из юности, когда он испытывал повторяющиеся сновидения о слежке за ним: «Я не использовал эти образы для фильма, а прибегнул к основной идее и чувствам. Насколько я понимаю, это тревожный сон. Что бы я ни переживал в то время, мои родители развелись, когда я был примерно в этом возрасте, поэтому я думаю, что это было как-то связано с этим». Позднее Митчелл пришёл к мысли интерпретировать сюжет о заражении существом, взяв за основу роль передачи инфекции половым путём.
Митчелл начал писать сценарий в 2011 году, параллельно создавая другой фильм, который должен был стать его второй полнометражной работой. Однако вскоре у него возникли проблемы с разработкой потенциального будущего фильма, и в итоге он решил сделать «Оно приходит за тобой» своим следующим проектом. Режиссёр счёл концепцию проекта трудноописываемой, и поэтому не обсуждал сюжет, когда его спрашивали, над чем он работает: «Когда вы говорите это вслух, это звучит как худшая вещь на свете».
Фильм был снят в конце 2013 года в Детройте, штат Мичиган. Митчелл использовал широкоугольные линзы при съёмках для придания фильму объёмного вида. При создании композиции и визуальной эстетики фильма режиссёр опирался на работы Джорджа Ромеро и Джона Карпентера. На разработку монстра в фильме, композицию кадров и общую эстетику в целом повлияли работы современного фотографа Грегори Крюдсона. Оператор Майк Юлакич рассказывал: «Мы оба большие поклонники фотографа Грегори Крюдсона, и Дэвид пригласил его с первого дня. Фотографии [Крюдсона] имеют те же сюрреалистические пригородные образы, которые мы хотели видеть в „Оно“».
Музыка была написана Ричем Вриландом, более известным под псевдонимом Disasterpeace. Саундтрек был выпущен 2 февраля 2015 года лейблом Editions Milan Music с цифровым буклетом. Цифровая версия альбома поступила в продажу 10 марта.

## Анализ
Фильм вызвал многочисленные интерпретации со стороны кинокритиков в отношении источника «оно» и символики фильма. Критики посчитали фильм параболой о ВИЧ/СПИДе, других инфекциях, передаваемых половым путём и их социальном восприятии; сексуальной революции; «первичных тревогах» по поводу близости; и экономической тревоге после Великой рецессии. Митчелл заявил: «Лично я не заинтересован в том, откуда взялось „оно“. Для меня это логика сна, заключающаяся в ночном кошмаре, а когда вы в нём, это невозможно решить. Даже если вы попытаетесь решить эту проблему». Режиссёр также посчитал, что в то время как героине «открываются опасности через секс, это единственный способ, с помощью которого она может освободиться от этой угрозы». Он сказал: «Мы все здесь в течение ограниченного периода времени, и мы не можем избежать нашей смертности, но любовь и секс — это два способа, с помощью которых мы можем — по крайней мере временно — отодвинуть смерть».

## Релиз
Премьера фильма состоялась 17 мая 2014 года на Каннском кинофестивале. Фильм вышел 4 февраля 2015 года во Франции, а 27 февраля — в Великобритании. В США он был выпущен в ограниченный прокат 13 марта 2015 года, а через две недели — в широкий. Фильм вышел в ограниченный прокат в Канаде 27 марта 2015 года компанией Mongrel Media.

## Реакция

### Кассовые сборы
Фильм заработал 163 453 доллара в первый уик-энд и в среднем 40 863 доллара за кинотеатр, что сделало его одним из лучших дебютов в ограниченном прокате Северной Америки в 2015 году. Фильм дебютировал на международном уровне в Великобритании 27 февраля 2015 года, где он заработал 573 290 долларов (371 142 фунта стерлингов), заняв 8-е место. На следующей неделе фильм оказался на десятом месте со сборами за уик-энд в размере 346 005 долларов (229 927 фунтов стерлингов). По итогам проката фильм заработал 14,7 млн долларов в Северной Америке и 8,6 млн долларов за рубежом, что суммарно составляет 23,3 млн долларов.

### Критика
Фильм получил высокие оценки кинопрессы. На Rotten Tomatoes он имеет рейтинг 95 % на основе 270 отзывов со средней оценкой 8,1/10. Консенсус сайта гласит: «Умный, оригинальный и, прежде всего, ужасающий, „Оно приходит за тобой“ — это редкий современный фильм ужасов, который работает на нескольких уровнях — и оставляет неизгладимое впечатление». На сайте Metacritic фильм получил 83 балла из 100 на основе 37 отзывов, что указывает на «всеобщее признание».
Питер Дебрюж из Variety дал общую положительную оценку фильму: «Начинающийся уверенно, прежде чем сбиться с пути в конце, этот стильный, напряжённый ужастик должен значительно расширить аудиторию Митчелла, ни в малейшей степени не разочаровывая его ранних поклонников». Дэвид Руни из The Hollywood Reporter писал: «Жуткий, напряжённый и выдержанный, этот умело сделанный хоррор в стиле „лоу-фай“ сознательно обыгрывает жанровые стереотипы и при этом никогда не подмигивает зрителям, придавая ему освежающую искренность, которая делает его ещё более захватывающим». Тим Роби из The Daily Telegraph дал фильму 5 звезд из 5: «Благодаря удивительно многообещающему названию и исследованию секса, заставляющем задуматься, этот инди-ужастик — воплощение мечты современного поклонника хорроров». Игнатий Вишневецкий из The A.V. Club оставил следующий отзыв: «Несмотря на все здоровски раскрытые идеи, витающие вокруг предпосылки Митчелла, это, прежде всего, демонстрация его значительных талантов в качестве широкоэкранного визуального стилиста, которые наиболее ярко проявляются в искусно поставленных в фильме виртуозных 360-градусных панорамах». Майк Перейра из Bloody Disgusting описал фильм как «жуткое, завораживающее упражнение в минималистском ужасе» и назвал его «классическим хоррор-шедевром». Майкл Нордин из Vice счёл «Оно приходит за тобой» «лучшим фильмом ужасов за последние годы», а Марк Фрауэнфельдер из Boing Boing — «лучшим фильмом ужасов за более чем десятилетие».

## Награды и номинации
| Фестиваль                                                        | Категория                         | Результат |
| ---------------------------------------------------------------- | --------------------------------- | --------- |
| Austin Fantastic Fest                                            | Лучший фильм                      | Победа    |
| Austin Fantastic Fest                                            | Лучший сценарий                   | Победа    |
| Каннский кинофестиваль                                           | Награда от прессы                 | Номинация |
| Международный кинофестиваль в Чикаго                             | Приз зрительских симпатий         | Номинация |
| Фестиваль американского кино в Довиле                            | Премия критиков                   | Победа    |
| Фестиваль американского кино в Довиле                            | Большой специальный приз          | Номинация |
| Кинофестиваль в Жерармере                                        | Премия критиков                   | Победа    |
| Кинофестиваль в Жерармере                                        | Главный приз                      | Победа    |
| Международный фестиваль фантастических фильмов в Невшателе       | Молодёжная премия Дени де Ружмона | Победа    |
| Международный фестиваль фантастических фильмов в Невшателе       | Международная премия критиков     | Победа    |
| Международный фестиваль фантастических фильмов в Невшателе       | Narcisse Award                    | Номинация |
| Мадридский международный фестиваль фантастического кино Nocturna | Лучший фильм                      | Победа    |
| Тёмные ночи                                                      | Just Film Award                   | Номинация |

## Продолжение
После успеха фильма сопрезидент Radius-TWC Том Куинн объявил, что студия рассматривает возможность создания сиквела. Куинн выразил идею провернуть концепцию первого фильма, когда Джей или другой главный герой пытаются узнать происхождение существа.
В октябре 2023 года было объявлено, что продолжение под названием They Follow находится на стадии подготовки к производству. Режиссёром снова выступит Дэвид Роберт Митчелл, а к главной роли вернётся Майка Монро. Neon, вторая киностудия Куинна, будет снимать и выпускать фильм в США. Съёмки начнутся в 2025 году.

## В популярной культуре
В апреле 2015 года на веб-сайте Funny or Die была показана короткометражная пародия под названием What Follows After Watching It Follows, спродюсированный Whelmed Productions. Короткометражка получила в целом отрицательные отзывы критиков.
В романе Дерека Лэнди «Опустошение» 2016 года фигурирует пародийный персонаж «Оно» (комбинация существ из фильма 2014 года и одноимённого романа и его экранизаций), изображённого как медленно движущегося демонического клоуна, которого могут видеть только подростки и дети в возрасте до 18 лет.
В эпизоде «The Most Atlanta» комедийно-драматического сериала «Атланта» владельца фритюрницы постоянно преследует женщина на медленном мобильном скутере в течение нескольких дней, что является отсылкой к фильму.